# Langdysse von Mastrup

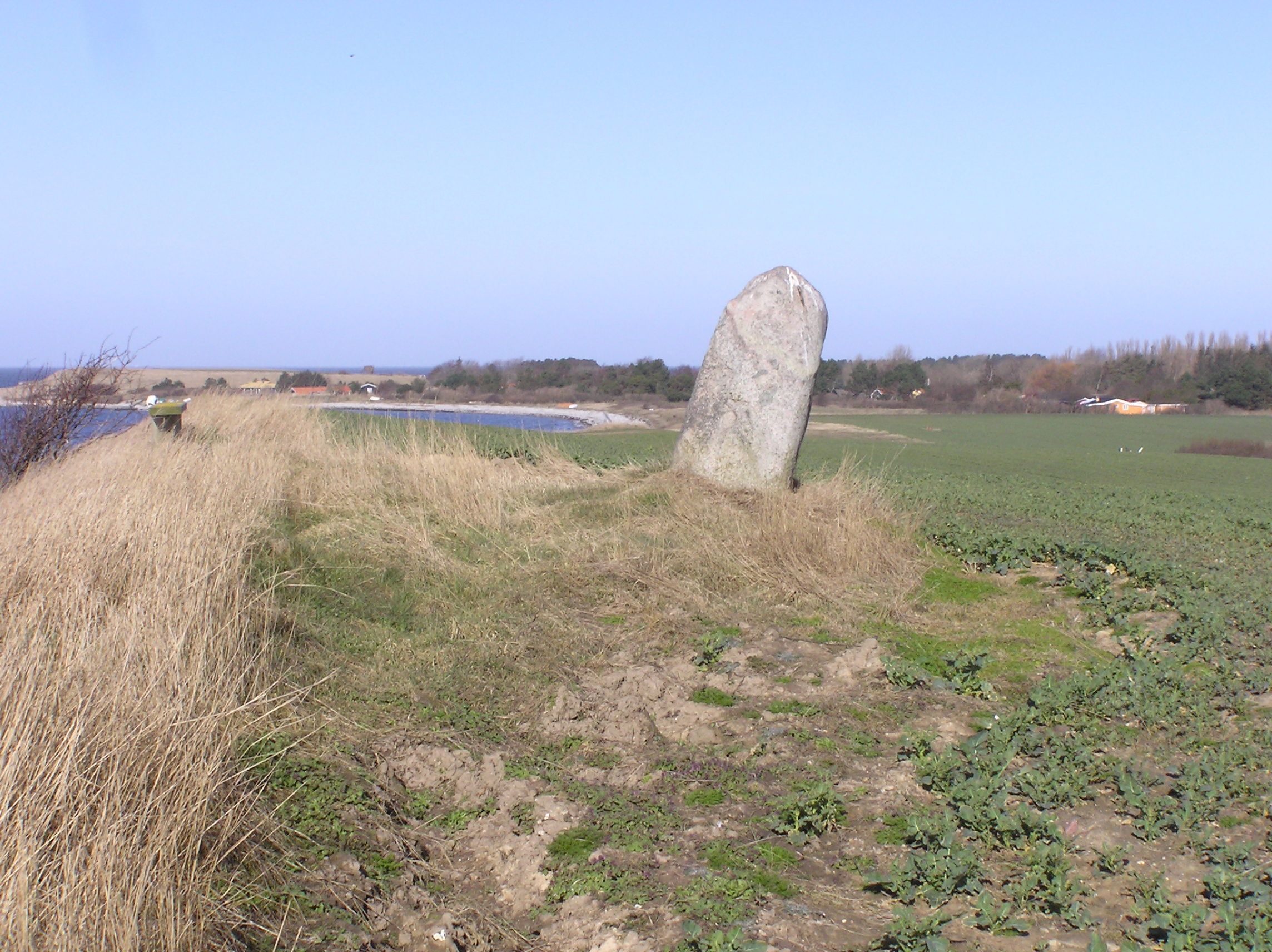
Bautastein von Tynebjerg

Der Langdysse von Mastrup liegt am Anfang der Knoben genannten Südspitze der Insel Sejerø in Dänemark. Der Dolmen entstand zwischen 3500 und 2800 v. Chr. als Großsteingrab der Trichterbecherkultur (TBK).
Das Hünenbett des Langdysse ist 1,6 m hoch, 10,0 m lang und 5,0 m breit. Die Kammer besteht aus zwei erhaltenen Seitensteinen und dem Deckstein. Die Hügel ist von 14 Randsteinen umgeben, von denen einige umgefallen sind.

## Bautasteine
Auf der Meerseite des Mastrupvej der von Grønnebjerg nach Osten führt, steht hinter Vandkær der Bautastein von Tadebæk. Nach einer alten Legende dreht sich der Tadebækstein, wenn er frisch gebackenes Brot riecht. Sejerø hat noch einen zweiten Bautastein (Menhir) in Tynebjerg.